# Blomstermåla
Blomstermåla est une localité de Suède dans la commune de Mönsterås située dans le comté de Kalmar.
Sa population était de 2 378 habitants en 2019.